# 对习近平的公共政策争议
习近平在地方主政和任总书记期间都存在很多内政和外政政策争议。外政的争议以战狼外交最为显著。习近平在多起国内灾害中的行程被部分舆论认为在故意躲避灾区。

## 地方政策争议

### 福州
习近平在福建的18年，其中在福州居住了13年多。在担任中共福州市委书记期间，习近平亲自提出了福州3820工程：要把福州建设为国际化大都市，成为福建省与海峡西岸经济区的政治经济文化教育交通中心。习近平认为在长三角与珠三角之间缺乏一个大城市，而这个城市就是福州，因此提出口号要超越广州，上报国务院申请福州为副省级城市。但由于种种原因，至今未能实现，导致福州是全国唯一一个省会却比省内其他城市低半级的省会，其他省份要么省内没有副省级城市，要么省会也是副省级城市。习近平在担任福州市委书记期间还兴建了福州长乐国际机场，兼任闽江学院校长，在任期结束时还留下了十几亿的财政盈余用来作为福州市委、市政府搬迁的费用，但由于各种原因至今也未实现。而在2012年习近平担任中共中央总书记后，源自中华人民共和国的官媒称“福州的发展和习近平估计的几乎分毫不差”。目前习近平在90年代提出的福州超越广州目标并未实现，福州市委，市政府搬迁现今依旧毫无动静，还有其他发展规划也完全没有达到预期。

## 党媒姓党
2016年2月19日，习近平在党的新闻舆论工作座谈会上提出“党和政府主办的媒体是党和政府的宣传阵地，必须姓党”，媒體報道或略稱「黨媒姓黨」。同日在中国中央电视台进行调研时，中央电视台打出“央视姓党，绝对忠诚，请您检阅”的醒目标语作为迎接。任志强等人对此提出批评。

## 战狼外交
在習近平任內，中華人民共和國的外交人開始對外國人事物發表挑釁或進攻性言論。一般認為這與習近平的外交理念、及其對西方世界的看法有關。

## 2019冠狀病毒病疫情争议

### 躲避灾难与亲自指挥
2019冠狀病毒病疫情发生后，中共中央总书记习近平多次反复强调自己亲自指挥防疫工作，并表示早在2020年1月7日已经在中央政治局常委会上提出防疫要求。但是，此前习近平首次公开提出防疫要求是在1月20日。
2020年1月23日，中共中央、国务院召开2020年春节团拜会，习近平在团拜会上发表了讲话。但其讲话中对已经爆发疫情并因此“封城”的武汉市只字未提，引发部分人的不满。
2020年1月28日，習近平會見世界卫生组织總幹事譚德塞時，表示自己一直在“亲自指挥、亲自部署”新型冠状病毒疫情的全国防疫工作。2020年3月10日，《求是》雜志發佈文章大国战“疫”，习近平总书记亲自指挥、亲自部署。紐約時報、華盛頓郵報等媒體則認爲習近平“缺席”防疫，是和湖北、武漢地方政府的錯誤劃清界限的行爲。
从疫情暴发以來，習近平遲遲未到武漢視察疫情，直至3月10日疫情緩和後習近平才去武漢視察疫情。中国国务院总理李克强则早在2020年1月27日就前往湖北省武汉市，考察指导新型冠狀病毒肺炎的防控工作。

### 瞒报疫情
德國《明鏡周刊》透露，根據德國聯邦情報局調查，世界衛生組織總幹事譚德塞與習近平在1月21日通話時，被要求世衛不要發布病毒人傳人的訊息，及延後全球大流行的警告。德國的結論是由於中國大陸下令封鎖消息，全球損失4到6個星期的時間對抗病毒，如果不是中國大陸隱瞞訊息，疫情會容易控制得多。

### 居功和修改历史
在2020年6月7日，中国国务院新闻办公室发布《抗击新冠肺炎疫情的中国行动》白皮书，白皮书指出，14亿中国人民都是抗击疫情的伟大战士。疫情发生以来，中国人民不分男女老幼、不论岗位分工，都自觉投入到抗击疫情的人民战争，坚韧团结、和衷共济。医务工作者白衣执甲，逆行出征，武汉人民、湖北人民顾全大局、顽强不屈。
2020年9月8日，中国政府举行了全国抗击新冠肺炎疫情表彰大会，习近平给著名呼吸病学专家钟南山等众多抗疫医护工作人员颁奖。但大会未提及因感染肺炎殉职的李文亮医生，引发一些网友的批评与不满。 央视在当月播出的抗疫纪录片《同心战疫》里，第一集就回顾了新型肺炎的源头时，也未有提及李文亮。有新型肺炎死者家属批评官方是在修改历史。

### 病毒毒力减弱后仍坚持清零政策
习近平主导的新冠疫情“清零政策”在2022年备受质疑，多家媒体指出，习近平主推的清零政策与上海当局的科学精准防疫策略产生了冲突，防疫不再以科学为依据，而主要出于政治导向，是“政治防疫”。一些观点认为，在奥密克戎变异株毒性减弱，病程相当于流感的情况下，“动态清零”政策已经与科学防疫背道而驰。而继续实行动态清零政策将使中国经济真正处于衰退状态，习近平将面临政治防疫和经济下行两个难题。
由于长期的严格封控，在2022年下半年已经出现民间反抗，比如北京四通桥抗议、郑州富士康抗议和广州市海珠区抗议，部分地区也出现被封控小区的居民强行拆除封控设施的情况。而在2022年11月24日的乌鲁木齐火灾后，全国各地爆发了白紙運動，甚至一度有集会群众喊出“习近平下台”的口号，最终使中央政府放宽了防疫政策，习近平自己也在12月1日同欧洲理事会主席夏尔·米歇尔会谈时表示，他认为近日中国国内示威是源于抗疫三年民众感到沮丧，示威主体是青年在校学生；现流行的奥密克戎株远不如德尔塔株致命，中国总体疫苗接种率也较高，但老年人接种率低构成挑战。随后国务院联防联控机制在12月7日公布了新十条，实际上结束了持续三年的清零政策。

## 2020年中国南方水灾处理争议
2020年5月下旬起，长江中下游地区、淮河流域、西南、华南及东南沿海等地因持续强降水引发严重洪灾，多省发生暴洪、城区内涝、渍灾。總理李克強在7月6日現身貴州視察；有媒体批评习近平不見蹤影。
8月18日，习近平到安徽阜阳市阜南县蒙洼蓄洪区曹集镇利民村西田坡庄台见受灾民众，当到一处民宅探访时，出来迎接的是一名妇女。这名妇女当时手中还抱着孩子。有网民指，这名“灾胞妇女”与安徽阜南县治安大队副队长闫静长相非常相似，有媒体质疑“灾民”是事先安排好的临时演员。

## 2021年7月河南暴雨相关争议
2021年7月17日以来，中华人民共和国河南省暴发持续性的强降水。身为最高领导人的习近平，没有奔赴河南省灾区进行指导工作，而是前往西藏林芝、拉萨等地进行考察，引起许多人的质疑。

## 其他政策及理念争议
2009年2月11日，时任中共中央政治局常委兼国家副主席的习近平在墨西哥华人联谊会上发表讲话时称：“在国际金融风暴中，中国能够基本解决13亿人口的吃饭问题，已经是对全人类最伟大的贡献。”“有些吃饱了没事幹的外国人，对我们的事情指手划脚。中国一不输出革命，二不输出饥饿和贫困，三不去折腾你们，还有什么好说的？”BBC中文网刊文反对此言论，BBC中文网认为，这种观点经由中国国家副主席的口说出来未免有失一个大国的风范。一个在国际社会负责任的大国与一夜暴富的无赖完全是两回事 。新加坡《联合早报》反驳称，“虽然一国内政不容外国干涉，但过份以此为词拒绝他人的批评却是很无力的，因为在全球化的今天，所谓内政与外政的区分是相对的，很多内政也会涉及到别人的利益（当然他人的内政有时也会影响到我们），所谓不干涉内政只能是相对的有限适用的”。
2014年10月15日，习近平在北京召开的文艺工作座谈会上提出“不要搞奇奇怪怪的建筑”，但并未给出“奇奇怪怪”的定义，也没有举出具体例子，引发广泛讨论。
2024年12月23日，《華爾街日報》刊出一篇報導中國經濟問題的新聞。新聞中引述中國政府官員，說習近平在重重經濟問題中，依舊堅持自己的經濟政策。有經濟專家對習近平警告，中國將面臨通貨緊縮循環。而習近平則反問幕僚；「通貨緊縮有什麼不好？大家難道不喜歡物價更便宜嗎？」報導指出，習近平對通貨緊縮的漠視態度，使政府不願關注該問題。